# M1 Music Awards 2017
M1 Music AWards 2017. III Елемент — музична премія M1 Music Awards за 2017 рік.
В кожній категорії вказані лауреат премії (жирним шрифтом) та номінанти.

## Головні премії

### Найкраща співачка
- Оля Полякова
- Тіна Кароль
- Злата Огнєвіч

### Найкращий співак
- Олег Винник
- MONATIK
- Макс Барських

### Найкращий гурт
- MOZGI
- Тік
- Время и Стекло

### Альтернатива
- Грибы
- The Hardkiss
- Viu Viu

### Хіт року
- Наталія Могилевська - "Я завелась"
- Макс Барських - "Туманы"
- Время и Стекло - "На стиле"

### Кліп року
- Тіна Кароль - "Перечекати"
- Время и Стекло - "Back2Leto"
- Оля Полякова - "Номер один"

### Проект року
- Michelle Andrade feat. MOZGI - "Amor"
- DZIDZIO feat. Оля Цибульська - "Чекаю. Цьом"
- Агонь feat. Morphom - "Провоцируй"

### Прорив року
- TAYANNA
- Бамбинтон
- Michelle Andrade

### Золотий Грамофон
- Наталія Могилевська- "Я завелась"
- Олег Винник "Нино"
- Оля Полякова "Номер один"

### Червона Рута
- Наталка Карпа - "Плюс один"
- Alyosha - "Калина"
- Злата Огнєвіч - "Танцювати"

### Спільний проект М1 і KissFM “Dance Parade”
- MONATIK Vitamin D
- The Hardkiss - "Журавлі" (rmx)
- Alyosha - "Калина"

### За внесок у розвиток національної індустрії
- Потап и Настя

### Найкращий виступ на церемонії
- Макс Барських — «Megamix»
- Alekseev — «Чувствую душой»
- Злата Огнєвіч — «Танцювати»
- MONATIK — «Vitamin D»
- Поліграф Шарікoff — «Криминальное чтиво»
- Тіна Кароль — «Дикая вода» (в дуеті з Микитою Ломакіним), «Всё во мне», «Мужчина моей мечты»
- Michelle Andrade — «Хватит свистеть»
- The Hardkiss — «Кораблі»
- Олександр Пономарьов — «Полонений»
- Наталка Карпа — «Сонцезалежна»
- Время и Стекло — «Тролль»
- ВВ — «Несе Галя воду»
- DZIDZIO та Оля Цибульська — «Чекаю. Цьом»
- Alyosha — «Калина»
- TAYANNA — «Шкода»
- Наталія Могилевська — «Танцевала», «Я завелась»
- Оля Полякова — «Бывший»
- MOZGI — «Хватит тусить»

## Професійні відзнаки
22 листопада відбулася передвечірка M1 Music Awards 2016, на якій були відзначені найкращі професіонали в галузі шоу-бізнесу:
- Кліпмейкер: Алан Бадоєв – Макс Барських "Туманы", Марія Яремчук "Ти в мені є", Alekseev "Океанами стали"
- Продюсер: Олексій Потапенко та Ірина Горова – Mozgi, Michelle Andrade, Потап и Настя, Время и Стекло
- Оператор-постановник: Володимир Шкляревський – Марія Яремчук "Ти в мені є"
- Постпродакшн: Alex Koval и HD Shot Studio — Время и Стекло "Back2Leto"
- Саунд-продюсер: Вадим Лисиця — Время и Стекло "На стиле"
- Хореографія: Руслан Махов — Время и Стекло "На стиле"
- Монтаж: Trent Pazl — Марія Яремчук "Ти в мені є"
- Менеджмент артиста: Павло Орлов — Тіна Кароль
- Стиліст: Соня Солтес — Время и Стекло "На стиле"
- Промокампанія туру: Павло Орлов — Тіна Кароль "Інтонації"
- Піар-менеджмент: Secret Service Entertainment Agency — Оля Полякова, Макс Барських, Марія Яремчук, Tayanna